# Magazine Management Company

Magazine Management Company foi uma editora norte-americana predecessora da Marvel Comics que funcionou de 1947 até meados da década de 70. Ficou conhecida por suas publicações de revistas masculinas, muitas contendo quadrinhos para adultos em P&B. A editora foi fundada por Martin Goodman.